# Liebermann-Villa

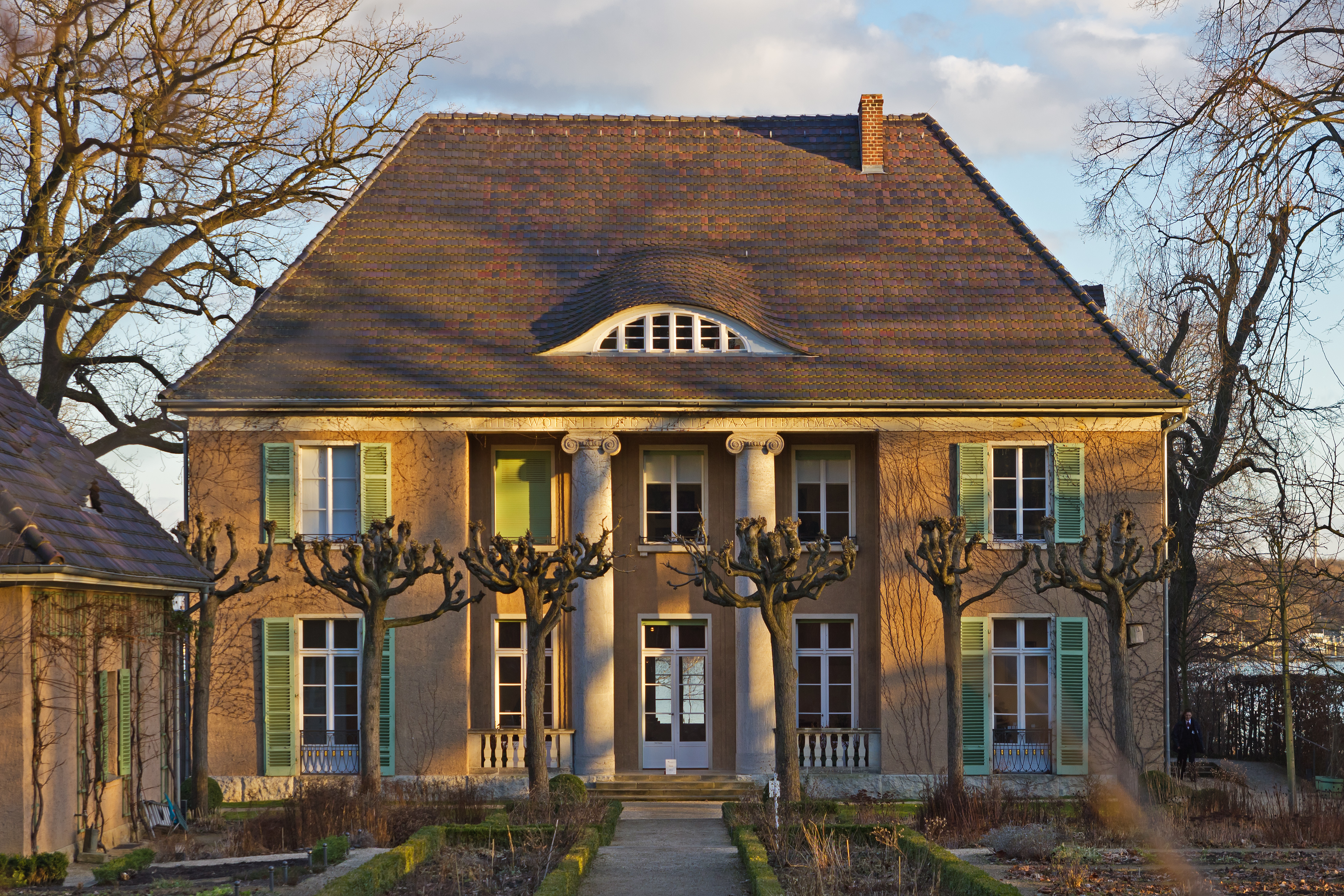
Die Liebermann-Villa, 2014

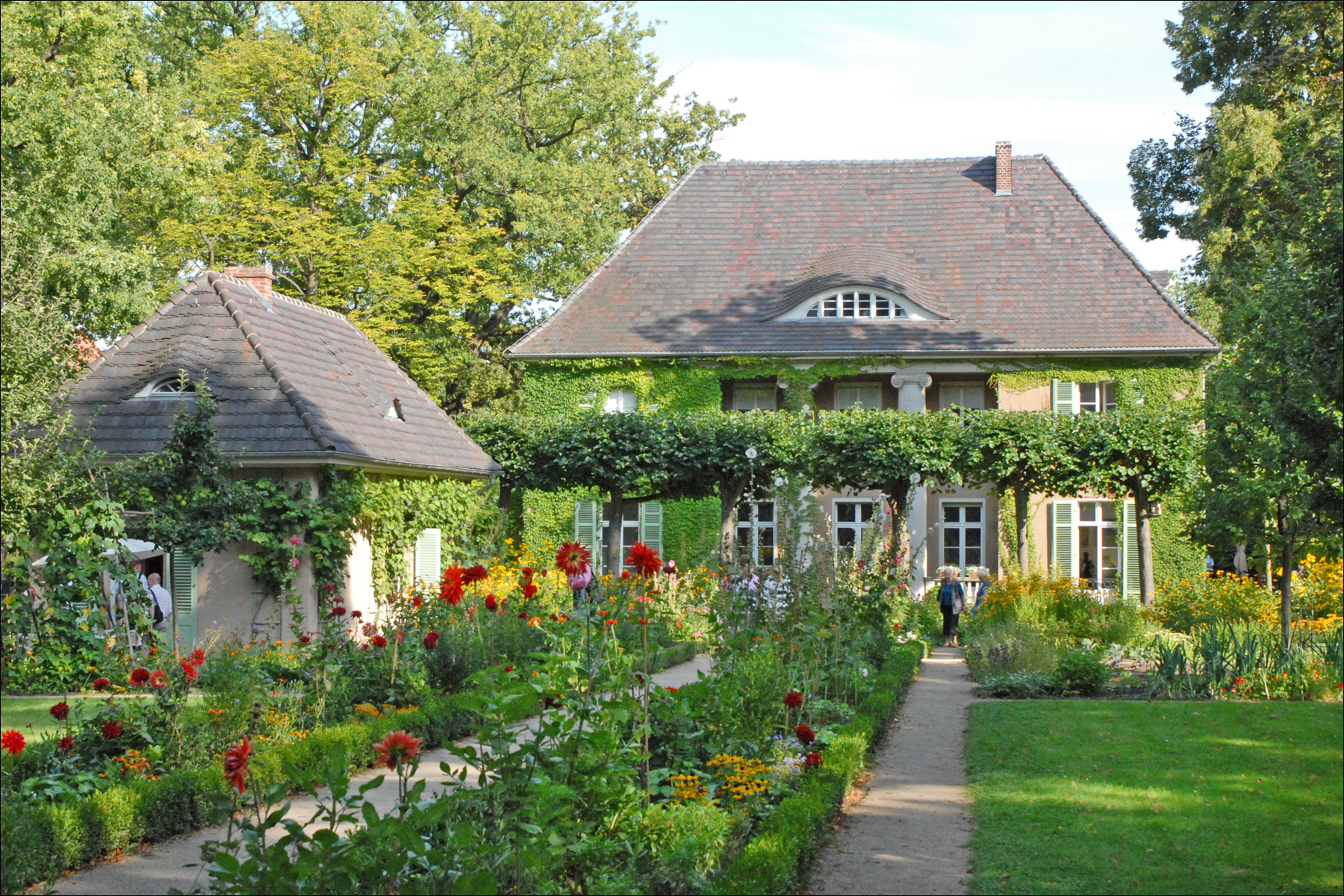
Der Garten der Liebermann-Villa im Sommer, 2011

Als Liebermann-Villa wird das Sommerhaus von Max Liebermann bezeichnet. Sie liegt im Berliner Ortsteil Wannsee (Bezirk Steglitz-Zehlendorf), direkt am Großen Wannsee, und ist seit 2006 ständig als privat geführtes Museum zugänglich. Das Museum wird als Liebermann-Villa am Wannsee geführt.

## Geschichte

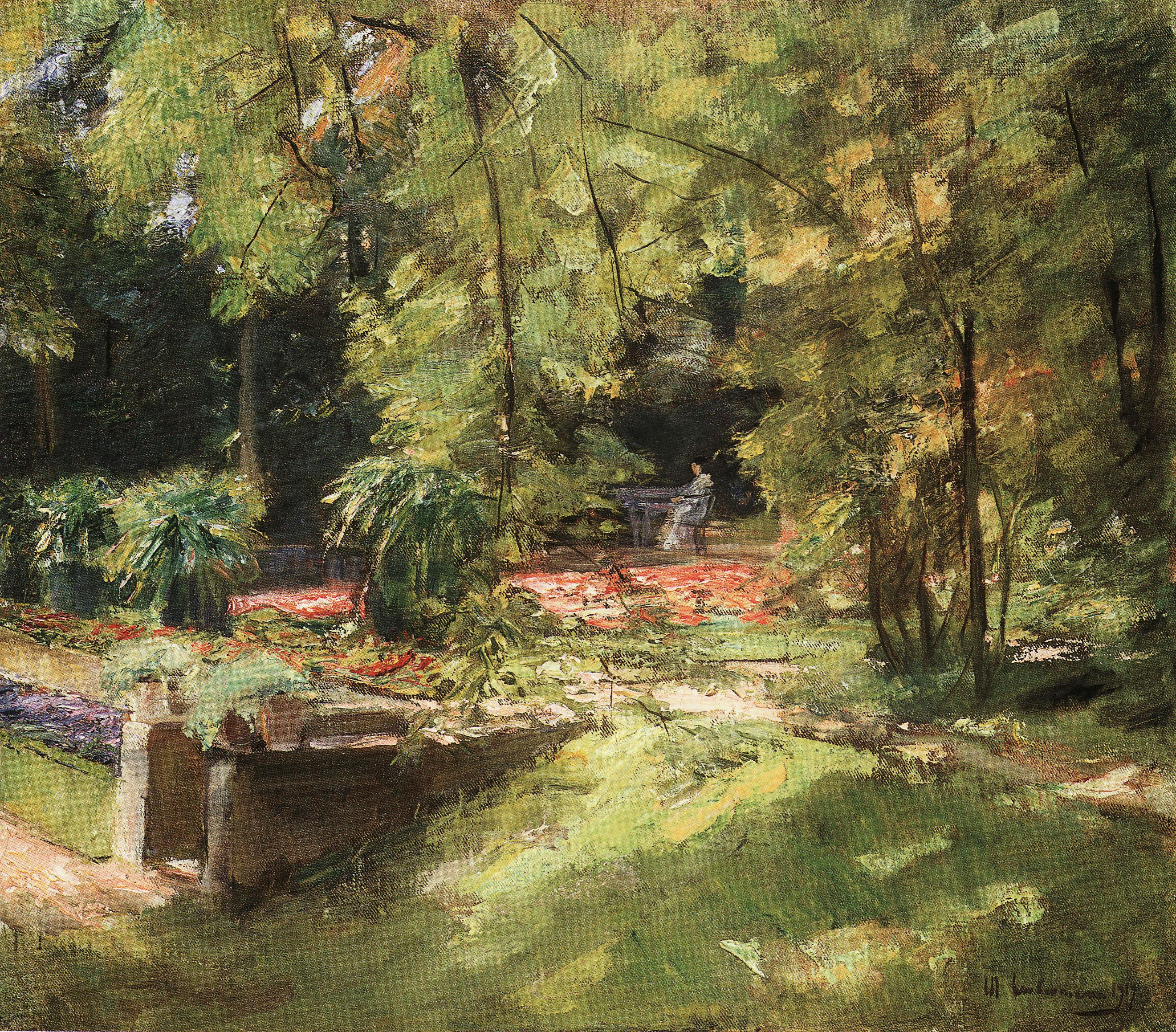
Liebermann-Gemälde: „Die Blumenterrassen im Wannseegarten nach Südwesten“, 1919

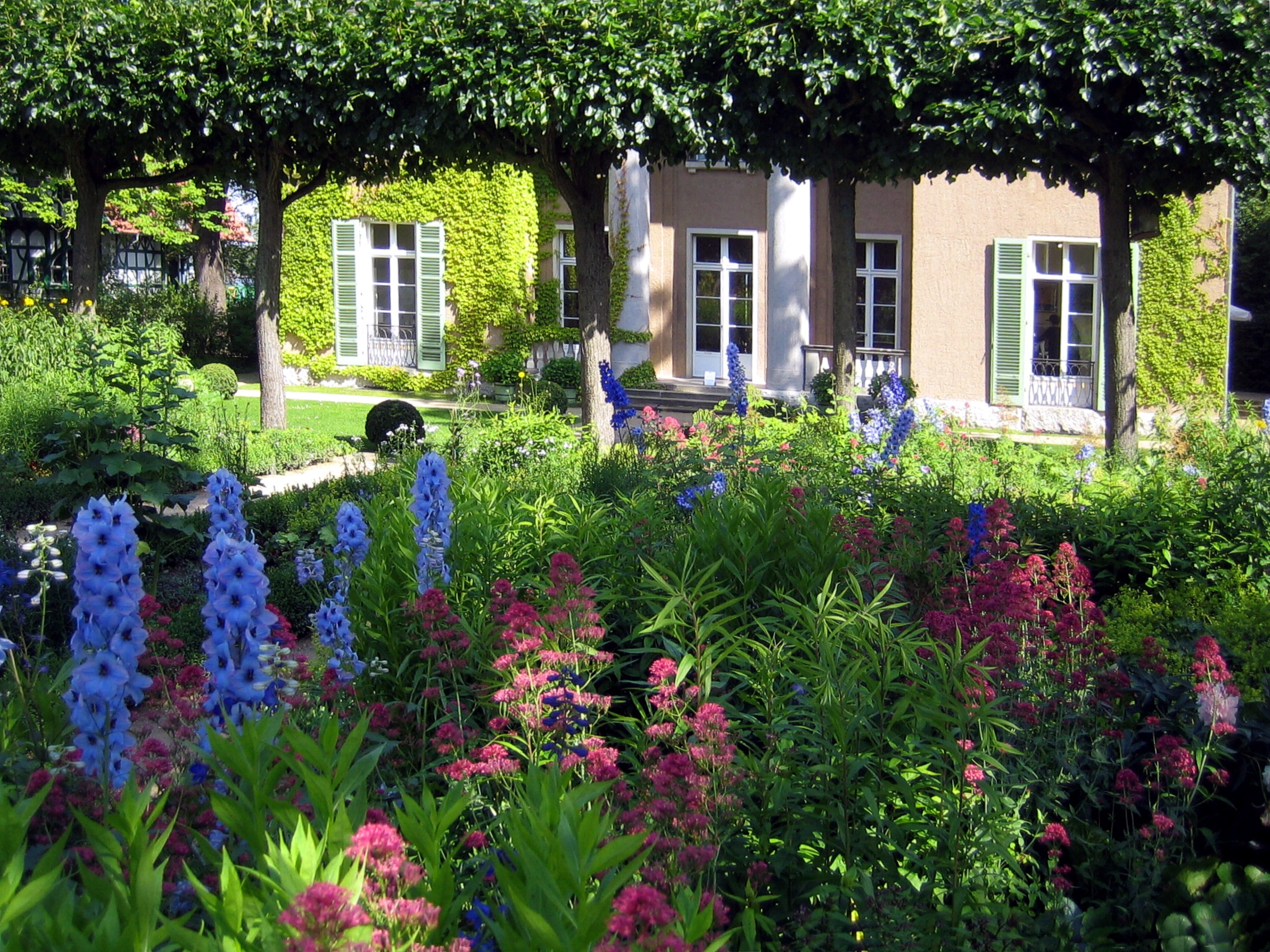
Blick vom Blumengarten zum Haus (2009)

### Max Liebermann
Der Maler Max Liebermann (1847–1935) war Mitbegründer und Vorsitzender der Berliner Secession und Präsident der Preußischen Akademie der Künste (1920–1933). Er wurde von den Nationalsozialisten von seinem Amt abgelöst und verfemt. In der Villa entstanden etwa 200 Gartenbilder, von denen einige im Obergeschoss ausgestellt sind.

### Die Villa
Um der Hektik der Großstadt Berlin entfliehen zu können, erwarb Max Liebermann im Jahr 1909 ein etwa 7260 m² großes, schmales Wassergrundstück am Wannsee. Dieses lag auf dem Gebiet der Villenkolonie Alsen, die 1863 von Wilhelm Conrad gegründet wurde. Auf dem Grundstück Große Seestraße 24 (ab 1933: Am Großen Wannsee 42; heute: Colomierstraße 3) ließ er sich von dem Architekten Paul Otto Baumgarten eine Sommervilla bauen. „Der Mitteltrakt des Godeffroyschen Landhauses – 1790 durch Christian Frederik Hansen erbaut – diente dabei als Vorbild für die Vorderfront, während die Rückseite Ähnlichkeiten des Roosen- sowie der klassizistischen Fassade des Wesselhoeftschen Hauses aufweist.“ 1910 bezog der damals 63-jährige erfolgreiche Maler die Villa mit seiner Familie. Das Atelier Liebermanns befand sich im Obergeschoss der Villa; der Raum hat ein Tonnengewölbe. In den folgenden 25 Jahren verbrachte er die Sommermonate in seinem „Schloss am See“ – fern seines ererbten Stadtpalais’ neben dem Brandenburger Tor.
Seine unmittelbaren Nachbarn waren der Verleger Carl Langenscheidt und der AEG-Direktor Johann Hamspohn. Gegenüber befand sich das Haus des Verlagsgründers Ferdinand Springer und nicht weit entfernt wohnte der Chirurg Ferdinand Sauerbruch.

### Der Garten
Den großen, zum See hin gestreckten Garten ließ er von dem späteren Stadtgartendirektor von Berlin, Albert Brodersen, anlegen und sich dabei von dem auch als „Gartenreformer“ bekannten Alfred Lichtwark, dem damaligen Direktor der Hamburger Kunsthalle, beraten.
Der Garten wird durch die Villa unterteilt. Durch die Mittelachse des Hauses und über eine große Rasenfläche hinweg ergibt sich ein ungehinderter Blick auf den Wannsee. Zu diesem hin befindet sich vor dem Haus eine Gartenterrasse. Davor erstreckt sich eine Rasenfläche, die an der Westseite durch den häufig malerisch dargestellten Birkenweg mit seinen wie zufällig gewachsenen Bäumen, auf der anderen Seite durch drei Heckengärten begrenzt ist. Im rückwärtigen Teil des Grundstücks befindet sich das Gärtnerhäuschen und der Stauden- und Nutzgarten.
Viele der rund 250 Bilder des Impressionisten, die hier entstanden, sind vom Garten und der Villa inspiriert.

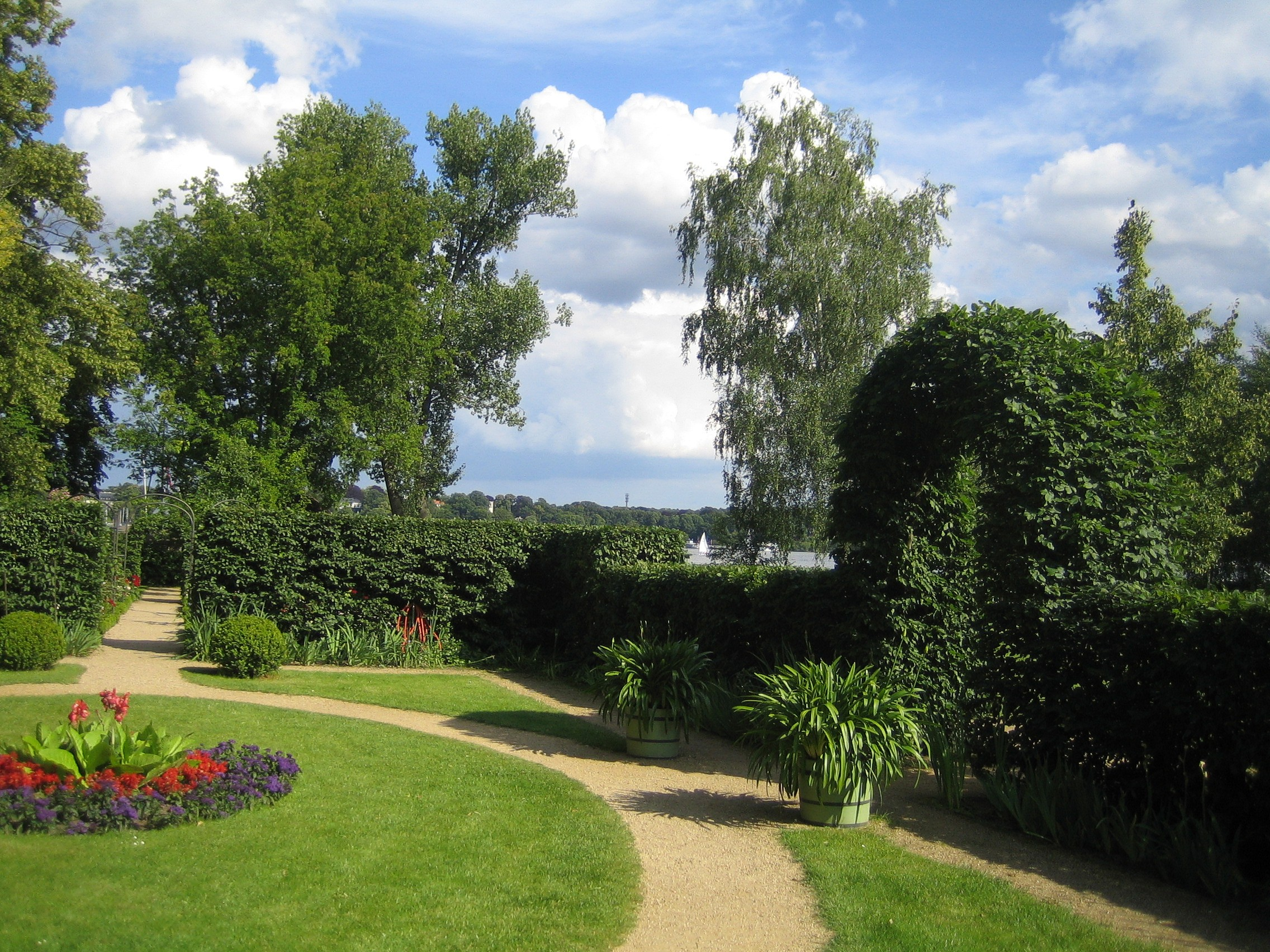
Der ovale Heckengarten
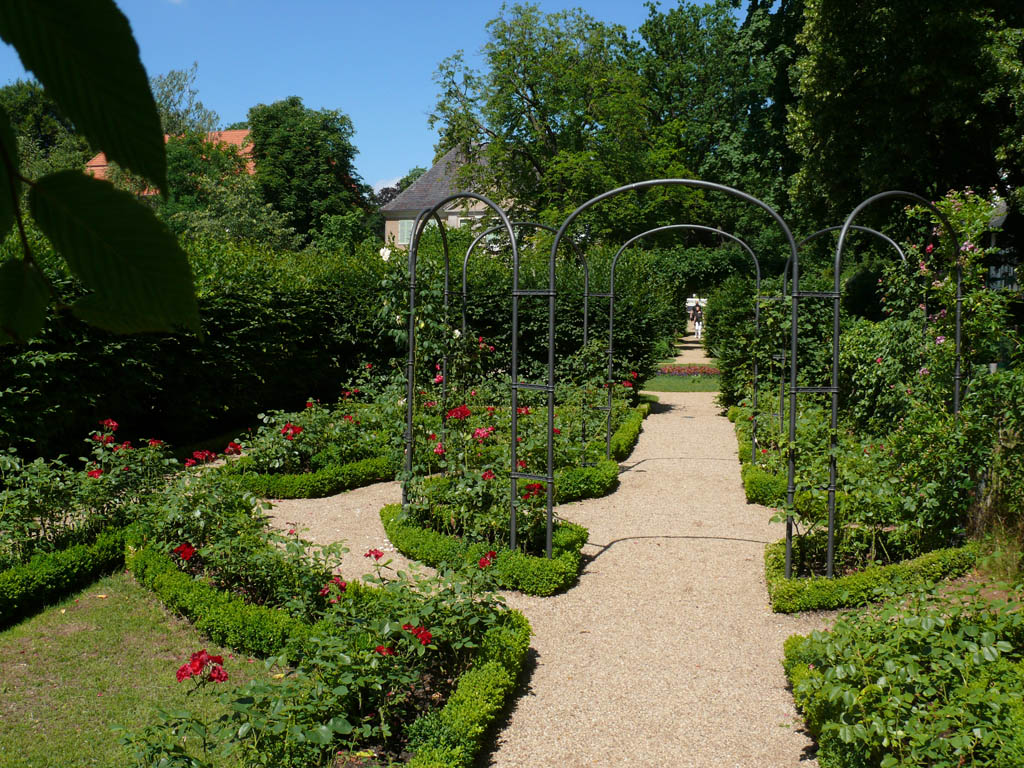
Rosengarten
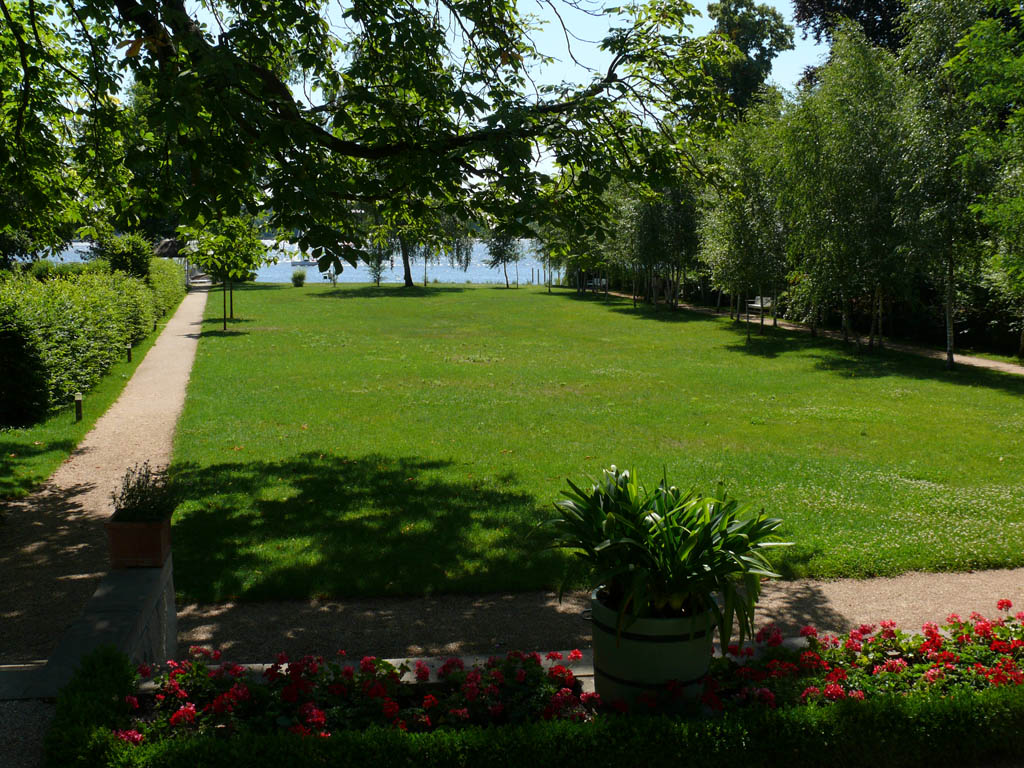
Große Rasenfläche mit Wannseeblick, 2008
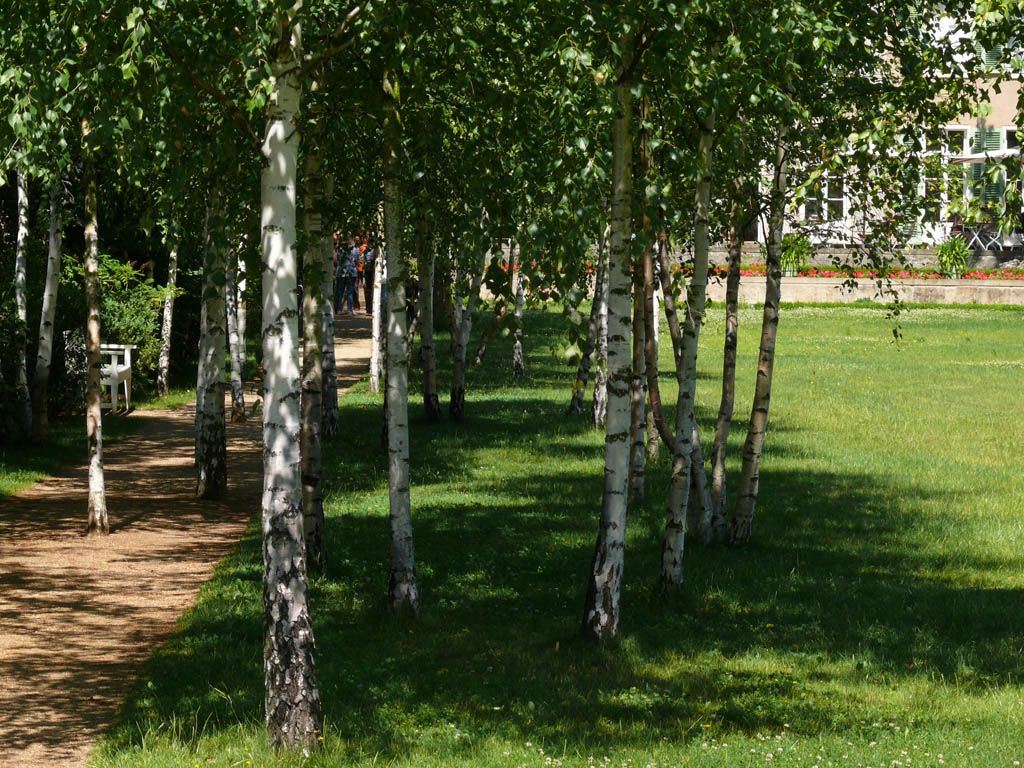
Neu angelegter Birkenweg
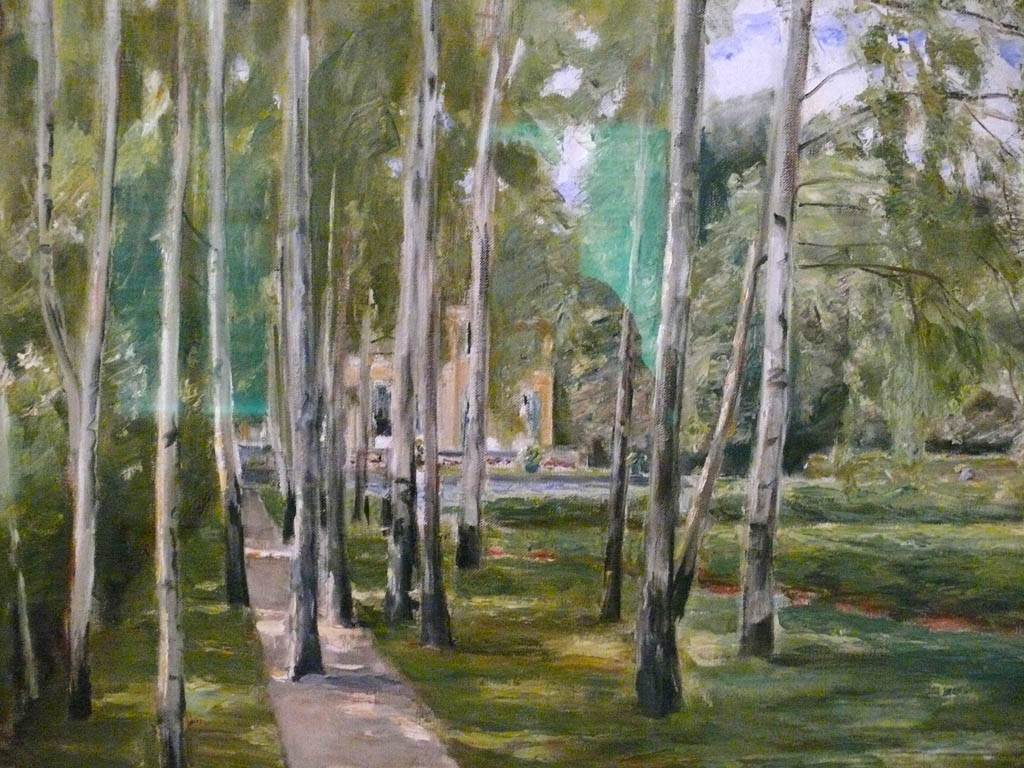
Liebermann-Gemälde: Birkenweg, 1918

### Enteignung und spätere Nutzung

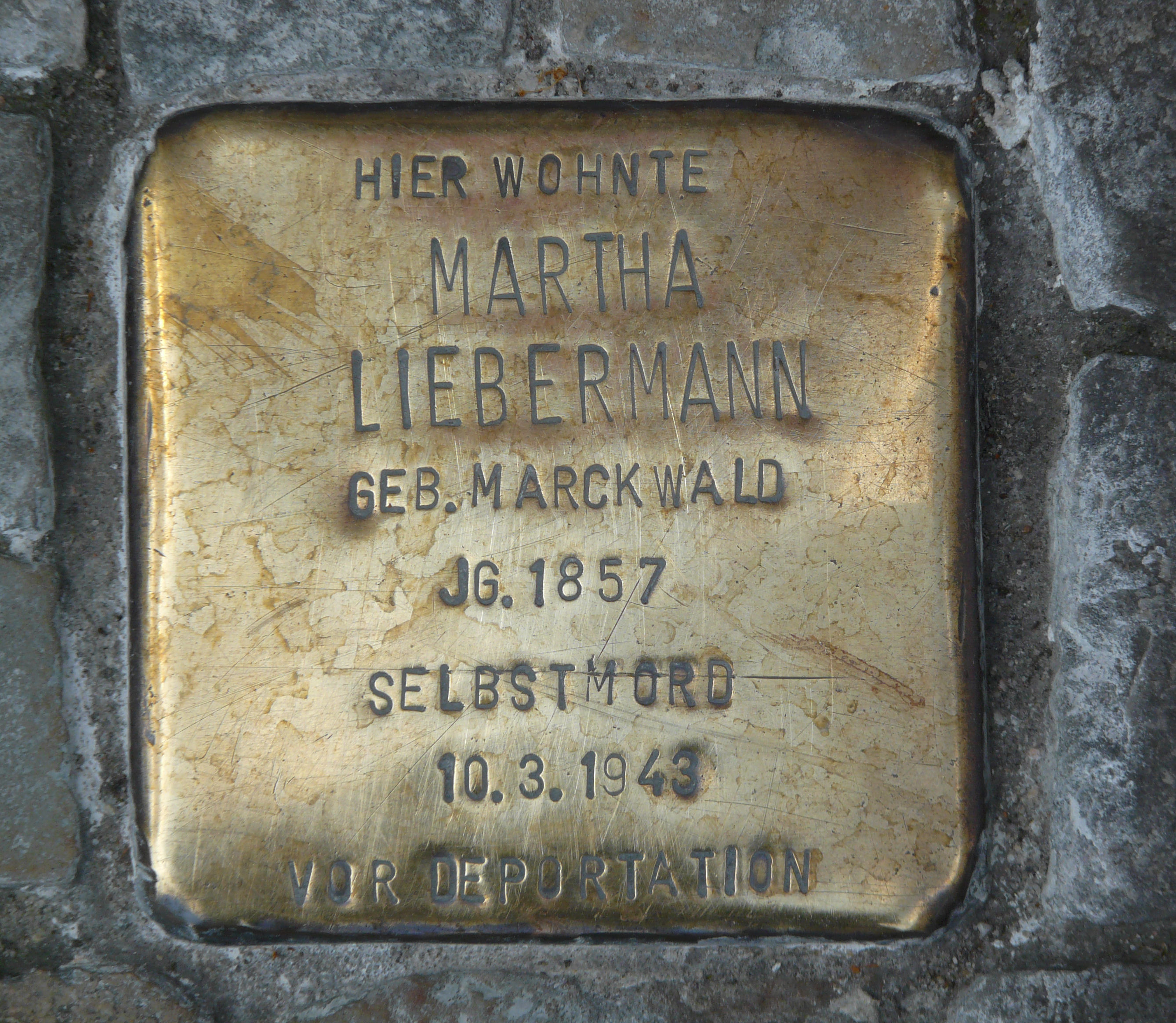
Stolperstein für Martha Liebermann am Pariser Platz 7 (2009)

Im Jahr 1940, fünf Jahre nach Liebermanns Tod, wurde seine Witwe Martha von den Nationalsozialisten gezwungen, die Villa weit unter Verkehrswert an die Reichspost zu verkaufen, die das Gebäude als Schulungsheim nutzte. (Ein formloser Brief mit dem „Angebot“, die Villa an die Reichspost zu verkaufen, und weitere Dokumente erpresserischer Ausgrenzung sind im Erdgeschoss ausgestellt). Der viel zu geringe Verkaufspreis wurde ihr nie ausbezahlt. Ab 1944 diente die Villa dann als Lazarett.
Martha Liebermann selbst wählte 1943 den Freitod, um nicht in das KZ Theresienstadt deportiert zu werden. Ein Stolperstein vor Liebermanns ehemaliger Stadtvilla, dem heutigen Max-Liebermann-Haus am Pariser Platz (unmittelbar neben dem Brandenburger Tor), erinnert an ihr Schicksal.
Auch nach dem Zweiten Weltkrieg wurde die Villa weiterhin bis 1969 als Krankenhaus genutzt. Die Erben in den USA (Tochter Käthe Riezler) erhielten die Villa nach dem Krieg zurück. Das Land Berlin erwarb 1958 das Anwesen und verpachtete es 1972 an einen Tauchverein. Bis 2002 diente die Villa als Sportlerheim.

## Das Museum

### Entstehung

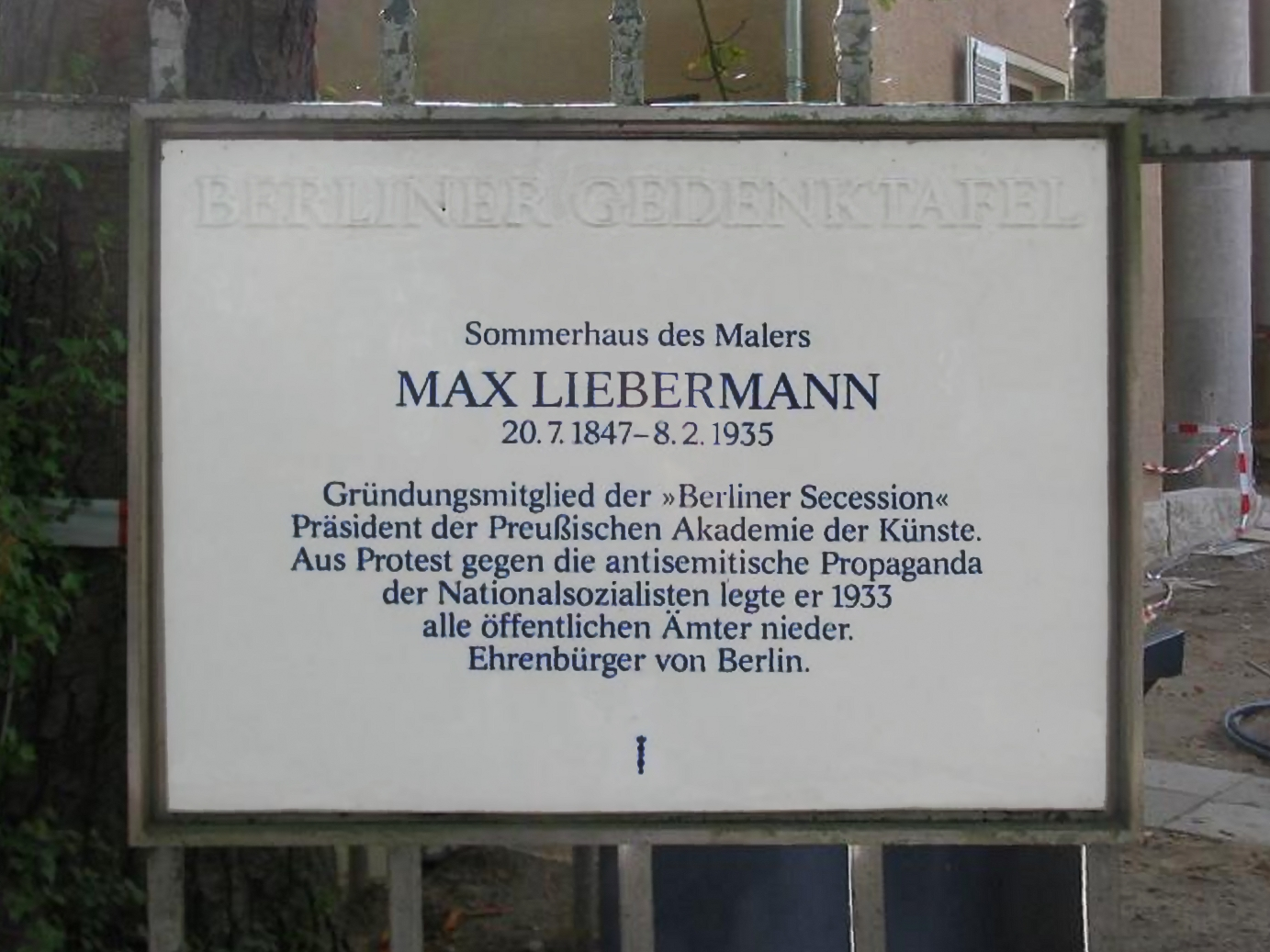
Berliner Gedenktafel

Erst die langjährigen Bemühungen der 1995 gegründeten Max-Liebermann-Gesellschaft e. V. führten dazu, dass die Villa – nach gelegentlichen Besichtigungsmöglichkeiten ab September 2002 – am 30. April 2006 als Museum Liebermann-Villa am Wannsee eröffnet wurde. Obwohl eines der kleinsten Museen in Deutschland, ist das Gesamtensemble einschließlich des Gartens mit ungefähr 80.000 Besuchern im Jahr stark frequentiert und stellt u. a. ein Naherholungsziel für die Berliner Bevölkerung dar.
Die rund drei Millionen Euro teure Sanierung wurde von der Max-Liebermann-Gesellschaft und privaten Spenden finanziert. Bezuschusst wurde die Sanierung 2004 von der Deutschen Stiftung Denkmalschutz. Bei der Restaurierung kam ein vergessenes Wandgemälde Liebermanns in der Loggia zutage. Aufgrund der zahlreichen Gemälde, die den Garten festhielten, konnten die Gartenanlagen wieder originalgetreu rekonstruiert werden. Im Inneren des Hauses gaben Reste von Tapeten und Anstrichen Hinweise auf die ursprüngliche Ausstattung. Das originale Mobiliar ist nicht mehr vorhanden.

### Struktur

#### Erdgeschoss
Das Erdgeschoss der Liebermann-Villa wird als Eingangs- und Empfangszone genutzt. Hier befindet sich ein Informationsraum mit Medien zu Leben und Werk Max Liebermanns und seiner Familie sowie Dokumentationen zur Geschichte des Hauses und des Museums. Ebenfalls im Erdgeschoss ist das Café angesiedelt. Über eine Treppe gelangt man ins Obergeschoss.

#### Obergeschoss
Das Obergeschoss wurde nach Museumsstandards klimatisiert und beleuchtet. Nur hier können deshalb Originale gezeigt werden. Im ehemaligen Atelier Liebermanns mit seinem markanten Tonnengewölbe werden Gemälde und Papierarbeiten des Künstlers aus dem Besitz des Museums gezeigt. Den Schwerpunkt der Sammlung bilden dabei die Werke Liebermanns mit Wannseemotiven, die vor Ort entstanden sind. Ein weiterer Sammlungsfokus liegt auf Bildnissen Max Liebermanns von anderen Kunstschaffenden. Wenige Werke befinden sich dabei im Eigentum des Hauses. Die Mehrzahl ist als Dauerleihgabe im Sammlungsbesitz, darunter auch Stücke aus der Alten Nationalgalerie, mit der die Liebermann-Villa am Wannsee kooperiert. In den übrigen Räumen werden bis zu drei Wechselausstellungen im Jahr zu verschiedenen Themen gezeigt. Zwischen den Wechselausstellungen werden alle Räume des Obergeschosses mit Werken der Sammlung nach verschiedenen Konzepten gehängt.

#### Gärtnerhaus

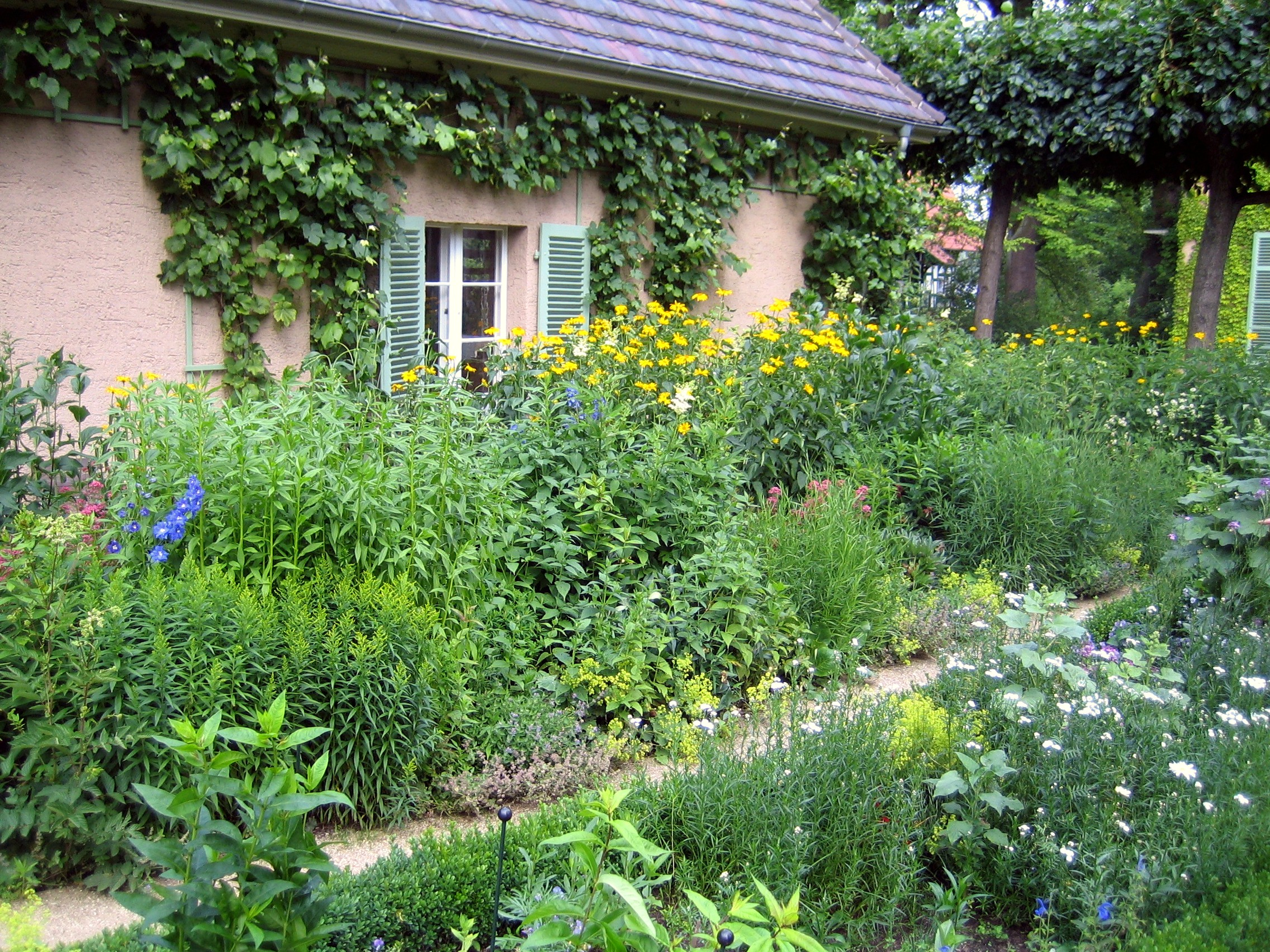
Am Gärtnerhaus
(Museumskasse und -laden)

Im ehemaligen Gärtnerhäuschen befinden sich die Museumskasse und der Museumsladen.

#### Garten
Der Garten der Liebermann-Villa ist wie das Gebäude selbst ein „Ausstellungsstück“ des Museums. Straßenseitig liegt der Nutz- und Blumengarten, seeseitig der Schmuckgarten mit Rasenflächen, Blumenrabatten, Heckenräumen, Birkenallee, einer Fischotterplastik von August Gaul, Teehäuschen und Bootssteg.

#### Team
Das Museum Liebermann-Villa am Wannsee arbeitet mit wenigen hauptamtlich Beschäftigten und mehr als 120 ehrenamtlichen Mitarbeitern, die in Museumsladen, -kasse und Garten wirken und als Gästeführer Besuchende durch das Museum begleiten. Gründungsdirektor der Liebermann-Villa am Wannsee war Martin Faass, der das Haus von 2006 bis 2018 geleitet hat. Von April bis Juni 2019 war kurzzeitig Daniel Spanke Direktor des Hauses. Von Februar 2020 bis 2024 war Lucy Wasensteiner Leiterin der Liebermann-Villa. Seit dem 1. November 2024 hat die promovierte Kunsthistorikerin Evelyn Wöldicke die Leitung der Liebermann-Villa übernommen.

### Trägerschaft
Die Liebermann-Villa am Wannsee ist ein privates Museum. Träger des Museums ist die Max-Liebermann-Gesellschaft e. V. 2008 wurde die Max-Liebermann-Gesellschaft e. V. für ihr großes bürgerschaftliches Engagement mit dem zweiten Platz eines EU-nahen Denkmalschutzpreises ausgezeichnet, dem Europa Nostra Award. Die Liebermann-Villa am Wannsee muss bisher ohne institutionelle Förderung der Öffentlichen Hand auskommen. Alle Mittel werden durch Spenden, Mitgliederbeiträge und Einnahmen aus Eintritten, Verkäufen und Vermietungen erwirtschaftet und durch Sponsoren- und Drittmittelakquise eingeworben.

### Bisherige Sonderausstellungen (Auswahl)
- Gerty Simon. Berlin/London. Eine Fotografin im Exil, 4. Juli – 4. Oktober 2021
- London 1938 – Mit Kandinsky, Liebermann und Nolde gegen Hitler, 7. Oktober 2018 – 14. Januar 2019
- Max Liebermann und Paul Klee – Bilder von Gärten, 10. Juni – 17. September 2018
- Liebermann und Van Gogh, 26. April – 10. August 2015
- Verlorene Schätze. Die Kunstsammlung von Max Liebermann, 24. November 2013 – 3. März 2014
- Die Idee vom Haus im Grünen. Max Liebermann am Wannsee, 25. April – 15. August 2010
- Der Jesus Skandal. Ein Liebermann Bild im Kreuzfeuer der Kritik, 22. November 2009 – 1. März 2010
- Martha Liebermann – Lebensbilder, 25. November 2007 – 25. Februar 2008

Quelle: 
- Dora Hitz. Mit dem Alten um das Neue kämpfen, 19. Oktober 2024 – 20. Januar 2025

## Filme (Auswahl)
- „Wir feiern Liebermann!“ | Max Liebermanns Selbstporträts | Liebermann-Villa am Wannsee, 25-jähriges Bestehen der Max-Liebermann-Gesellschaft auf YouTube
- Die Liebermann-Villa am Wannsee. Fernseh-Reportage, Deutschland, 2019, 4:27 min, Buch und Regie: Charlotte Pollex, Produktion: rbb, Redaktion: rbbKultur – Das Magazin, Erstsendung: 18. Mai 2019 bei rbb Fernsehen, Filmtext von rbb, (Memento vom 5. September 2019 im Webarchiv archive.today) Im Gespräch mit Wolfgang Immenhausen, Vorsitzender der Liebermann-Gesellschaft
- Der Garten der Liebermann-Villa. Fernseh-Reportage, Deutschland, 2019, 5:33 min, Buch und Regie: Anna Tschöpe, Produktion: rbb, Redaktion: rbbKultur – Das Magazin, Erstsendung: 18. Mai 2019 bei rbb Fernsehen, Filmtext von rbb, (Memento vom 5. September 2019 im Internet Archive)
- Liebermann-Garten in Berlin-Wannsee. Dokumentarfilm, Deutschland, 2014, 6:24 min, Moderation: Hellmuth Henneberg, Produktion: rbb, Reihe: rbb Gartenzeit, Erstsendung: 25. Mai 2014 bei rbb Fernsehen, Inhaltsangabe von ARD. Gartenführung mit Wolfgang Immenhausen, Vorsitzender der Liebermann-Gesellschaft